# Руска академия
Руската академия (на френски: Российская академия) е научно учреждение създадено с цел изучаване на руския език и за литература.
Създадено от императрица Екатерина Велика и княгиня Екатерина Дашкова по образец на Френската академия през 1783 г. в Петербург. Главен продукт на дейността на Руската академия е руското просвещение с излезлия Руски академичен речник, съдържащ 43 357 думи в 6 части. През 1841 г. Руската академия се влиза в Императорската Санкт-Петербургска академия на науките, като 2-ро отделение в нейния състав. Руската академия е с основен принос за развитието на руската литература и в частност за руската класическа литература.

## Председатели
- 1783-1796 – Екатерина Дашкова;
- 1796-1801 – Павел Бакунин;
- 1801-1813 – Андрей Нартов;
- 1813-1841 – Александър Шишков.